# 민서희
민서희(1987년 4월 11일 ~ )는 대한민국의 레이싱 모델이다.

## 학력
- 가천대학교 방사선과

## 경력

### 에이빙모델 경력
- 2010년 - 부산국제모터쇼 현대자동차 메인모델
- 2009년 - GTM SK에너지 엔크린몰 전속모델
- 2009년 - 서울모터쇼 기아자동차 메인모델
- 2007년 - 서울모터쇼 BMW Z4 모델
- 2007년 - 늑대와 여우 컴퓨터 모델

### 레이싱모델 경력
- 2009년 - 스피드페스티벌 한국Shell 전속모델
- 2008년 - 한국Shell 전속모델
- 2007년 - RV챔피언쉽 넥센타이어 모델

## 수상
- 2010년 - 서울오토살롱 미스디카 레이싱모델 어워드 포토제닉상